# Aniptodera nypae
Aniptodera nypae är en svampart som beskrevs av K.D. Hyde 1994. Aniptodera nypae ingår i släktet Aniptodera och familjen Halosphaeriaceae.   Inga underarter finns listade i Catalogue of Life.